# Кебеже
Кебеже — небольшой сундук для хранения пищевых продуктов, использовавшийся в домашнем обиходе кочевых народов Центральной Азии.
Кебеже изготавливался из досок, скреплённых деревянными скобами и кожаными шнурами. Стенки могли быть украшены резьбой, росписью, костяной и серебряной инкрустацией.
Внутри хранили вяленое мясо, курт и другие продукты.
Во время кочёвок кебеже перевозились на верблюдах. Иногда внутрь сундука сажали детей.